# Resposta humanitária aos sismos da Turquia e Síria de 2023

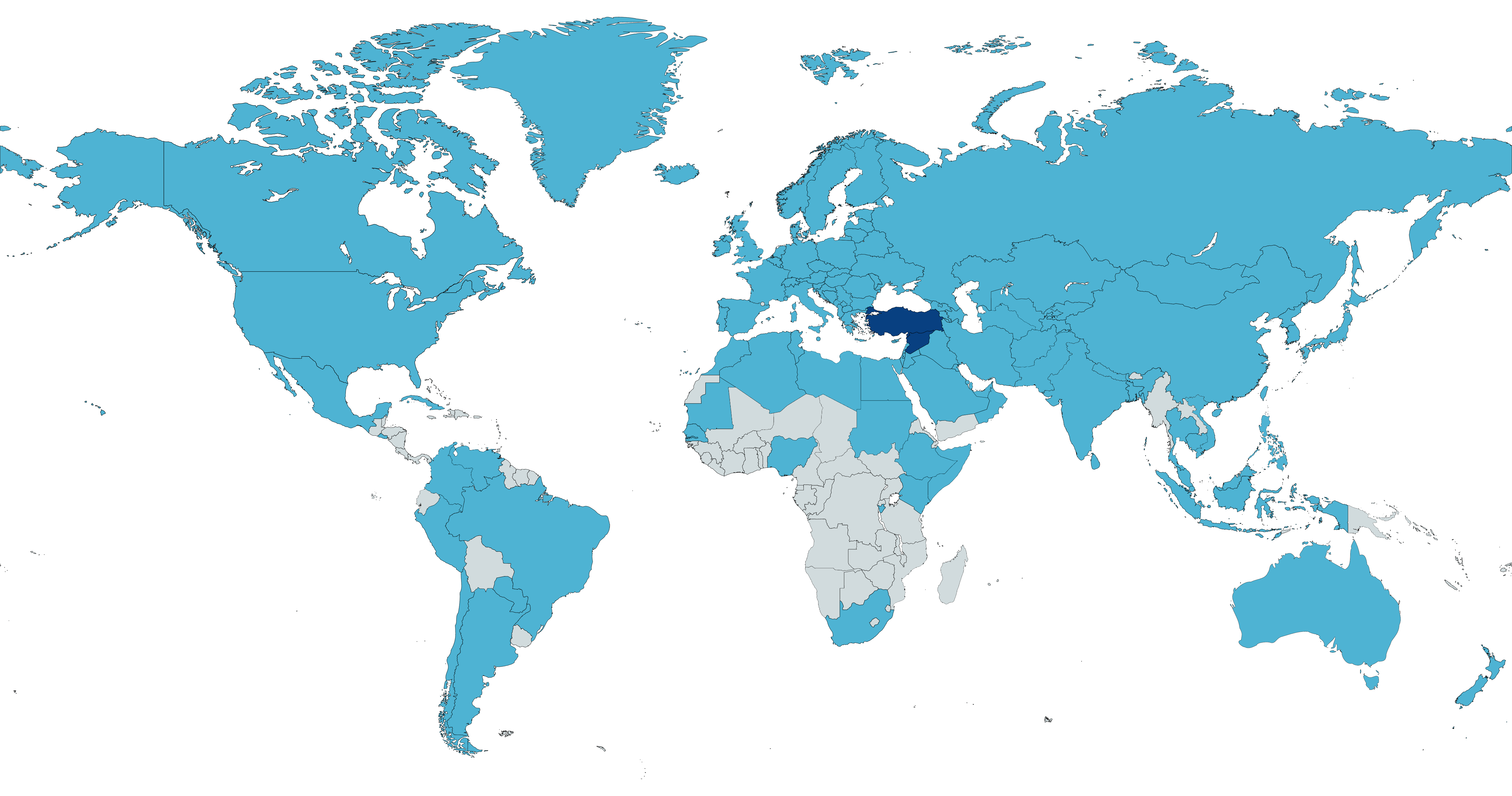
Países que ofereceram ajuda e/ou condolências à Turquia e/ou Síria após os terremotos (em azul escuro: Turquia e Síria)

Diversos países e organizações responderam aos Sismos da Turquia e Síria de 2023. No total, pelo menos 105 países e 16 organizações internacionais prometeram apoio às vítimas do terremoto, incluindo ajuda humanitária. E outras onze forneceram equipes com cães de busca e resgate para localizar vítimas sob os escombros,

## Ajuda dos Estados membros e observadores das Nações Unidas

### Afeganistão
O Emirado Islâmico do Afeganistão (IEA) anunciou que fornecerá em AFN 15 milhões (US$ 166.000) às vítimas do terremoto, dois terços destinados à Turquia e um terço à Síria.

### Albânia
A Albânia enviou uma equipe de 53 pessoas a Turquia, composta por equipes de resgate de emergência além de equipes médicas.

|                | Olaf Scholz | Logo do Twitter, um pássaro azul estilizado |
| @Bundeskanzler |             |                                             |

            em alemão:  Estamos acompanhando consternados às notícias de #Erdbeben na região da fronteira turco-síria. O número de mortos continua subindo. Lamentamos com os familiares e tememos pelos sepultados. A Alemanha, é claro, enviará ajuda.

6 de Fevereiro de 2023

### Alemanha
A agência de proteção civil THW enviou uma equipe de busca e resgate de 50 pessoas e 7 cães para a Turquia. A Alemanha destinou 26 milhões de euros para fundos de ajuda à Turquia e à Síria. A Força Aérea Alemã enviará ajuda humanitária à Turquia.
A instituição de caridade alemã International Search and Rescue (ISAR Germany) enviou 40 equipes de resgate para a Turquia, apoiadas por vários policiais federais alemães. A Deutsche Telekom fez ligações gratuitas entre Alemanha, Turquia e Síria por uma semana e doou €1 milhão.

### Arábia Sáudita
O rei Salman da Arábia Saudita e seu príncipe herdeiro Mohammed bin Salman direcionaram o Centro de Ajuda Humanitária e Socorro do Rei Salman para operar uma ponte aérea, fornecer saúde, abrigo, comida e ajuda logística para aliviar os efeitos do terremoto nos povos sírio e turco e organizar uma Campanha Nacional através da plataforma "Sahem" para ajudar as vítimas do terremoto na Turquia e na Síria.

### Argélia
A Argélia despachou o primeiro grupo de 89 agentes da Proteção Civil a Turquia para participarem nas operações de resgate e socorro, além de enviar 210 toneladas de ajuda humanitária urgente às vítimas da catástrofe.

### Argentina
Conforme um comunicado oficial do Ministério de Relações Exteriores da Argentina, a oferta à Turquia e à Síria inclui atendimento sociossanitário, apoio psicossocial e pós-traumático, pessoal e logístico com experiência em gestão de depósitos para doações e montagem de casas do ACNUR e gestão de acampamentos para pessoas afetadas e abrigos, pastilhas de purificação de água e desinfetantes e gerenciamento e treinamento em uso as pessoas afetadas.

### Armênia
O primeiro-ministro Nikol Pashinyan disse que a Armênia está pronta para fornecer assistência. No dia 7 de fevereiro de 2023, Pashinyan manteve discussões por telefone com os presidentes da Turquia e da Síria, sendo confirmando pelo governo da Armênia que o país enviaria equipes de busca e resgate e ajuda alimentar à Turquia e à Síria. Uma passagem fronteiriça entre a Armênia e a Turquia foi aberta para permitir a passagem de ajuda humanitária, sendo a primeira vez que a fronteira Armênia-Turquia foi aberta desde 1988, quando a Turquia enviou ajuda à Armênia após o terremoto de 1988 na Armênia.

### Austrália
O primeiro-ministro da Austrália, Anthony Albanese, anunciou um pacote humanitário inicial no valor de AU$10 milhões (€ 6,5 milhões) para ajudar na recuperação da Turquia e da Síria. Uma equipe de busca e resgate de 72 membros foi enviada à Turquia.
A CARE Austrália, uma organização sem fins lucrativos de auxílio em nesforços de alívio de desastres, lançou um apelo emergencial para fornecer ajuda , incluindo comida, abrigo, água e outros suprimentos vitais para as pessoas afetadas pelos terremotos.

### Áustria
O chanceler Karl Nehammer afirmou que a Áustria enviará 84 soldados de sua Unidade de Alívio de Desastres para a Turquia e prometeu € 3 milhões para organizações de ajuda humanitária.

### Azerbaijão
O presidente Ilham Aliyev disse que o Azerbaijão enviará uma equipe de busca e salvamento de 370 pessoas a Turquia, bem como uma segunda aeronave carregada com suprimentos. Foi relatado que os locais de entretenimento em Baku suspenderam o streaming de música em solidariedade à Turquia. O número de membros da equipe de busca e resgate do Azerbaijão chegou a 725 nos últimos dias.

### Bangladesh
O Bangladesh realizou um luto nacional de um dia pelo devastador terremoto de 9 de fevereiro. Além disso, enviou uma equipe médica e de resgate de 46 pessoas para a Turquia, juntamente com equipamentos de resgate, remédios, tendas e alimentos. A equipe de resgate inclui 24 membros do Exército de Bangladesh, 12 membros do Corpo de Bombeiros e Defesa Civil de Bangladesh e 10 profissionais médicos, além de um jornalista. Eles partiram para a Turquia em uma aeronave de transporte C-130J da Força Aérea de Bangladesh. Em 10 de fevereiro, a equipe resgatou uma menina de 17 anos com vida dos escombros. A Embaixada da Turquia em Dhaka pediu apoio ao povo de Bangladesh na forma de bens essenciais por meio da campanha da TIKA (Agência Turca de Cooperação e Coordenação) auxilia pela Turkish Airlines, que se ofereceu para transportar o socorro a Turquia gratuitamente, com o governo de Bangladesh ajudando com os requisitos alfandegários para garantir a entrega rápida de ajuda humanitária.
Durante a sessão de inverno em andamento do Jatiya Sangsad (parlamento), a primeira-ministra de Bangladesh, Sheikh Hasina, declarou que, embora Bangladesh seja afetado por uma crise econômica, seu "governo fará o possível para apoiar a Turquia e a Síria atingidas pelo terremoto". O país também enviou 11 toneladas de ajuda humanitária e medicamentos para a Síria, incluindo o número necessário de tendas, cobertores e alimentos secos em uma aeronave de transporte C-130J da Força Aérea de Bangladesh.

### Bélgica
A Bélgica enviou sua B-FAST (Equipe Belga de Primeiros Socorros e Apoio) a Turquia e a Síria para fornecer assistência médica. As operadoras de telecomunicações do país estão oferecendo chamadas gratuitas a Turquia.

#### Flandres
Jan Jambon, ministro-presidente da Flandres na Bélgica, prometeu €200.000 para ajuda, enquanto a Cruz Vermelha Flamenga liberou €200.000 de seus fundos.

### Bósnia e Herzegovina
O ministro da Segurança, Nenad Nešić, disse que a Bósnia e Herzegovina enviará um grupo de 50 agentes de Proteção Civil para prestar assistência.

### Brasil
|              | Lula |
| @LulaOficial |      |

Olhamos com preocupação para as notícias vindas da Turquia e Síria, após terremoto de grande magnitude. O Brasil manifesta sua solidariedade com os povos dos dois países, com as famílias das vítimas e todos que perderam suas casas nessa tragédia.

6 de Fevereiro de 2023

O Ministério das Relações Exteriores, Itamaraty, anunciou, em comunicado oficial, que está prestando ajuda humanitária às populações afetadas pelo terremoto. No dia 6 de Janeiro, através de uma publicação no Twitter, o presidente do Brasil, Lula, afirmou: “Olhamos com preocupação para as notícias vindas da Turquia e Síria, após terremoto de grande magnitude. O Brasil manifesta sua solidariedade com os povos dos dois países, com as famílias das vítimas e todos que perderam suas casas nessa tragédia”. Além disso, ele autorizou uma ajuda humanitária brasileira de uma equipe de resgaste composta por 22 especialistas do Corpo de Bombeiros da Polícia Militar do Estado de São Paulo. E integrantes do Corpo de Bombeiros Militar dos estados de Minas Gerais e Espírito Santo. O efetivo seguiria para Ancara através de uma aeronave cargueira KC-390, da Força Aérea Brasileira, no dia 11 de Janeiro de 2023. Além disso, em seu retorno, traria 17 sobreviventes ao Brasil, no dia 12.

### Bulgária
Segundo o embaixador turco na Bulgária, Aylin Sekizkök, o país foi o segundo a oferecer ajuda, após o Azerbaijão. O país enviou 78 bombeiros e equipes de resgate do Ministério do Interior, 12 voluntários de resgate em montanha com 5 cães de busca e resgate do Serviço de Resgate em Montanha da Cruz Vermelha Búlgara, uma equipe cirúrgica com 4 membros da Academia Médica Militar do Ministério da Defesa e 16 equipes de resgate do Departamento de Reação de Emergência da administração municipal de Sofia. A maioria foi enviada ao Aeroporto Adana Şakirpaşa por via aérea com cinco aeronaves C-27J Spartan da Força Aérea Búlgara, com parte dos bombeiros saindo de Plovdiv por terra com 21 veículos de emergência.
No dia 9 de fevereiro, 20 bombeiros adicionais foram mobilizados por via aérea, juntamente com 30 médicos, enfermeiras e paramédicos voluntários de hospitais em Sofia e do serviço de ambulâncias da cidade.

### Camboja
Camboja enviou US$100.000 em ajuda à Turquia.

|                | Justin Trudeau | Logo do Twitter, um pássaro azul estilizado |
| @JustinTrudeau |                |                                             |

            em inglês:  Os relatórios e imagens da Turquia e da Síria são devastadores. Nossos pensamentos estão com todos os afetados por esses grandes terremotos e nossos corações estão com aqueles que perderam entes queridos. O Canadá está pronto para prestar assistência.

6 de Fevereiro de 2023

### Canadá
O primeiro-ministro Justin Trudeau disse que o Canadá forneceu CAD10,000,000 (€ 6,9 milhões) em "ajuda imediata ao povo da Turquia e da Síria."

### Catar
O emir do Catar, Tamim bin Hamad Al Thani disse que um grupo de busca e resgate, bem como suprimentos, voarão para a Turquia através de uma ponte aérea. Também ofereceram 10.000 casas de contêineres a Turquia para os desabrigados.

### Cazaquistão
O Presidente Kassym-Jomart Tokayev ofereceu assistência e ajuda emergencial à Turquia.

### Colômbia
O presidente Gustavo Petro prometeu que o Ministério das Relações Exteriores da Colômbia "estabeleceria contato para ajudar concretamente" tanto a Turquia quanto o Síria.

|               | 윤석열 Yoon Suk-yeol | Logo do Twitter, um pássaro azul estilizado |
| @President_KR |                      |                                             |

            em inglês:  Meu coração está com o povo da Turquia e da Síria durante este período difícil. A Coréia envia nossas mais profundas condolências àqueles que perderam seus entes queridos. Estamos prontos para ajudar a Turquia, uma irmandade forjada no sangue durante a Guerra da Coréia, de qualquer maneira possível.

6 de Fevereiro de 2023

### Coréia do Sul
O presidente Yoon Suk-yeol prometeu assistência humanitária para a Turquia e a Síria. No dia seguinte, o governo aprovou o envio de uma equipe de resgate composta por 118 membros para formar o Korea Disaster Relief Team (KDRT) - 60 deles enviados pela Agência Nacional de Bombeiros, Ministério das Relações Exteriores e KOIKA, enquanto os outros 50 enviados pelo Ministério da Defesa Nacional. Um total de $ 5 milhões em ajuda humanitária foi enviado juntamente com suprimentos médicos por meio de aeronaves de transporte militar, e também foi a maior missão de resgate enviada pela Coreia do Sul de uma só vez.

### Chile
O governo chileno afirmou que o país começará a fornecer ajuda às pessoas na área de desastre da Turquia e da Síria e trabalhará com a embaixada chilena na Turquia e as autoridades turcas para distribuir ajuda.

### China
Xi Jinping, secretário-geral do Partido Comunista da China e presidente da China, enviou condolências ao presidente turco, Recep Tayyip Erdoğan e ao presidente sírio, Bashar al-Assad e enviará ajuda e médicos às regiões afetadas. O governo também anunciou a oferta de 30 milhões de yuans (US$ 4,4 milhões) para a Síria e 40 milhões de yuans (US$ 5,9 milhões) para a Turquia como assistência humanitária de emergência. Em 8 de fevereiro de 2023, a equipe de resgate do governo da China, composta por 82 pessoas e 4 cães de resgate, chegou ao aeroporto de Adana e iniciaria o trabalho de resgate após chegar às áreas afetadas. Enquanto as equipes de resgate da sociedade civil com 52 membros se dirigem às áreas atingidas pelo terremoto na Turquia para realizar o trabalho de resgate.

#### Hong Kong
O governo de Hong Kong enviou uma equipe de 59 pessoas e dois cães de resgate a Turquia para ajudar na busca por sobreviventes.

### Croácia
O primeiro-ministro Andrej Plenković anunciou que a Croácia enviará uma equipe de busca e resgate de 40 pessoas e dez cães de resgate para a Turquia. consistindo principalmente da equipe de busca e salvamento urbano do Ministério do Interior e do Serviço de Resgate em Montanha da Croácia. Dois engenheiros civis especializados do Centro Croata de Engenharia Terrestre com experiência recente no tratamento do terremoto de Petrinja em 2020 também foram enviados. Em 10 de fevereiro, o parlamento croata autorizou o envio de um comboio humanitário composto por aproximadamente € 819 601,50  em suprimentos de emergência para a Turquia, consistindo principalmente em suprimentos necessários para abrigar os sobreviventes. A Croácia também doou um total de € 200 000 , divididos igualmente entre a Cruz Vermelha e a Caritas, para serem usados para ajudar a Síria.

### Cuba
Miguel Diaz-Canel, primeiro secretário do Partido Comunista de Cuba e presidente de Cuba, e o chanceler Bruno Rodríguez Parrilla enviaram condolências ao povo e aos governos da Síria e da Turquia. Diaz-Canel compartilhou suas condolências no Twitter e ofereceu colaboração. Cuba anunciou o envio de 32 médicos para a Turquia e 27 médicos para a Síria.

### Chipre
A República de Chipre disse que estava pronta para enviar ajuda à Turquia. O Ministério das Relações Exteriores de Chipre disse que a Turquia "gentilmente recusou" sua oferta de uma equipe de resgate, que foi inicialmente aceita.

### Dinamarca
O ministro da Cooperação para o Desenvolvimento, Dan Jørgensen, disse que a Dinamarca forneceria DKK30 milhões (€ 4 milhões) para ajuda humanitária básica na Síria e na Turquia. Uma equipe dinamarquesa-finlandesa-sueca de assistência técnica e suporte de 12 pessoas com satélite e equipamentos eletrônicos para coordenar os esforços de emergência foi enviada para a Turquia.

### Egito
O presidente do Egito, Abdel Fattah el-Sisi, ligou para seu colega sírio para oferecer assistência. O Egito disse que dois aviões transportariam ajuda médica a Turquia, enquanto uma equipe de voluntários e três aviões de carga foram enviados a Síria.

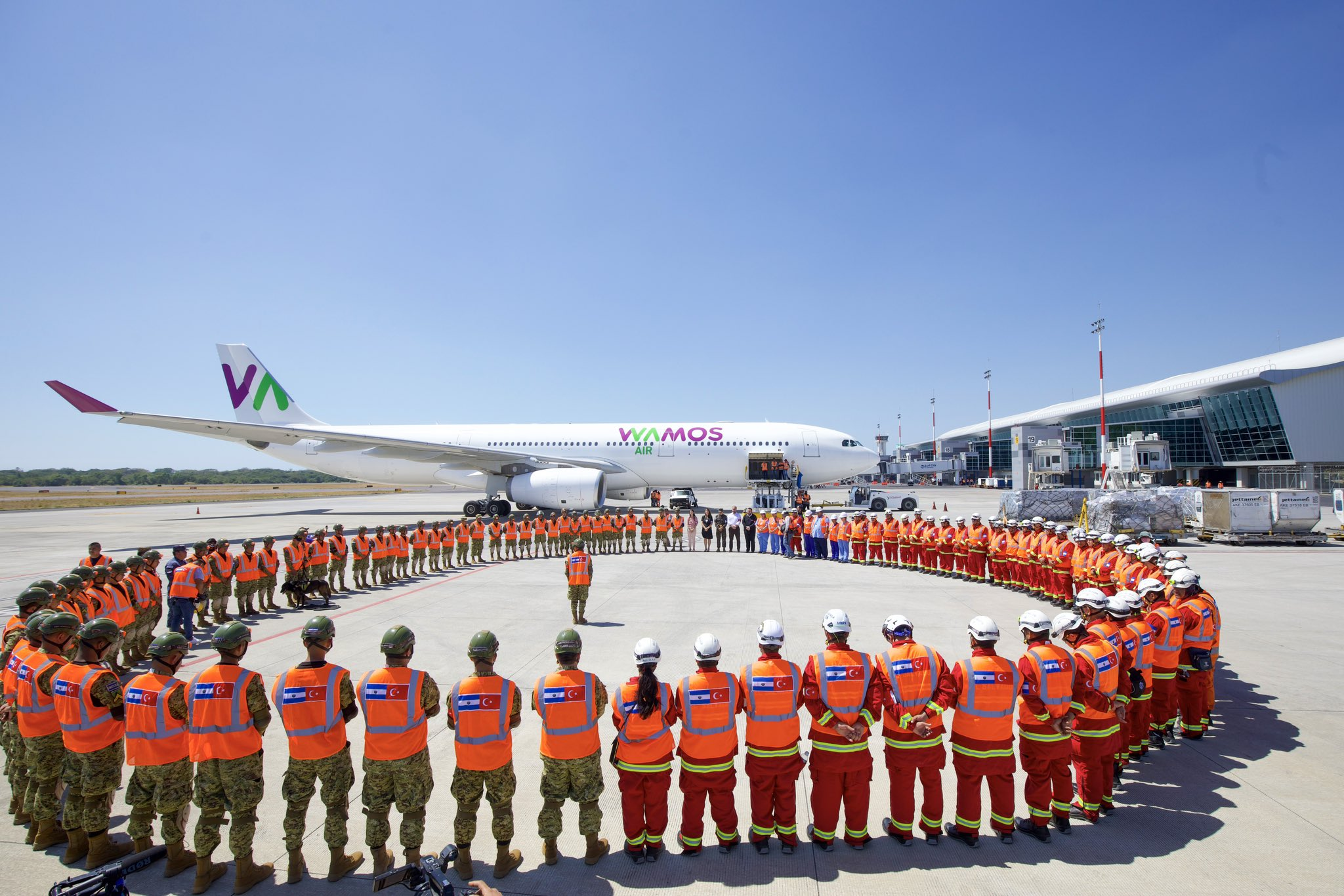
Equipe de resgate de unidade de busca e salvamento urbano de El Salvador antes da partida para a Turquia

### El Salvador
O presidente Nayib Bukele disse: "Meu governo está pronto para fornecer toda a assistência necessária ao governo do presidente Erdogan. Uma equipe de busca e resgate foi enviada para a Turquia. El Salvador enviou 111 equipes de resgate da unidade de busca e salvamento urbano, além de três cães de resgate. Eles chegaram em 9 de fevereiro de 2023.

### Eslováquia
O primeiro-ministro, Eduard Heger anunciou que 13 bombeiros e dois socorristas com cães viajariam a Turquia.

### Eslovênia
O governo da Eslovênia anunciou que enviará três especialistas civis para avaliar os danos e coordenar os esforços de resgate. Em 7 de fevereiro, um especialista (em coordenação operacional) foi enviado a Turquia. Ao mesmo tempo, o governo também ofereceu a assistência de uma equipe de busca e resgate canino (sete adestradores com cães e três pessoal de apoio) e começou a preparar o pacote de assistência técnica (tendas, cobertores, geradores) a ser enviado caso essa assistência seja necessário.

### Emirados Árabes Unidos
O presidente, Mohamed bin Zayed Al Nahyan ordenou fornecer um pacote de ajuda totalizando US$ 100 milhões para a Turquia e a Síria (US$ 50 milhões cada) para alívio do terremoto.

### Espanha
O primeiro-ministro Pedro Sánchez disse: "A pedido do Mecanismo Europeu de Proteção Civil, o Ministério do Interior, através da Direção-Geral de Defesa Civil e Emergências, ativou a Unidade Militar de Emergência e transporte aéreo de emergência para apoio em missões de busca". A Espanha também montou um hospital de campanha na Turquia.

|        | Joe Biden | Logo do Twitter, um pássaro azul estilizado |
| @POTUS |           |                                             |

            em inglês:  Estou profundamente triste com a perda de vidas e a devastação causada pelo terremoto na Turquia e na Síria. Instruí minha equipe a continuar monitorando de perto a situação em coordenação com a Turquia e fornecer toda e qualquer assistência necessária.

6 de Fevereiro de 2023

### Estados Unidos
A Agência dos Estados Unidos para o Desenvolvimento Internacional (USAID) enviou uma Equipe de Resposta a Desastres de cerca de 200 pessoas para a Turquia, incluindo 159 equipes de busca e resgate, 12 cães, gerentes de emergência experientes, técnicos de materiais perigosos, engenheiros, logísticos, paramédicos, planejadores, e 170.000 libras (77.111 kg) de ferramentas e equipamentos especializados. Outras duas equipes de busca e salvamento também foram enviadas: VA-TF1, com 79 pessoas e 6 cães, e CA-TF2, com 78 integrantes. Os EUA prometeram US$ 85 milhões em ajuda por meio da USAID para a Turquia e a Síria, e helicópteros dos EUA ajudaram a transportar equipes de resgate em toda a área do desastre na Turquia.

### Estônia
A primeira ministra, Kaja Kallas, disse que a Estônia está pronta para enviar equipes de busca e resgate urbano e equipes médicas.

### Filipinas

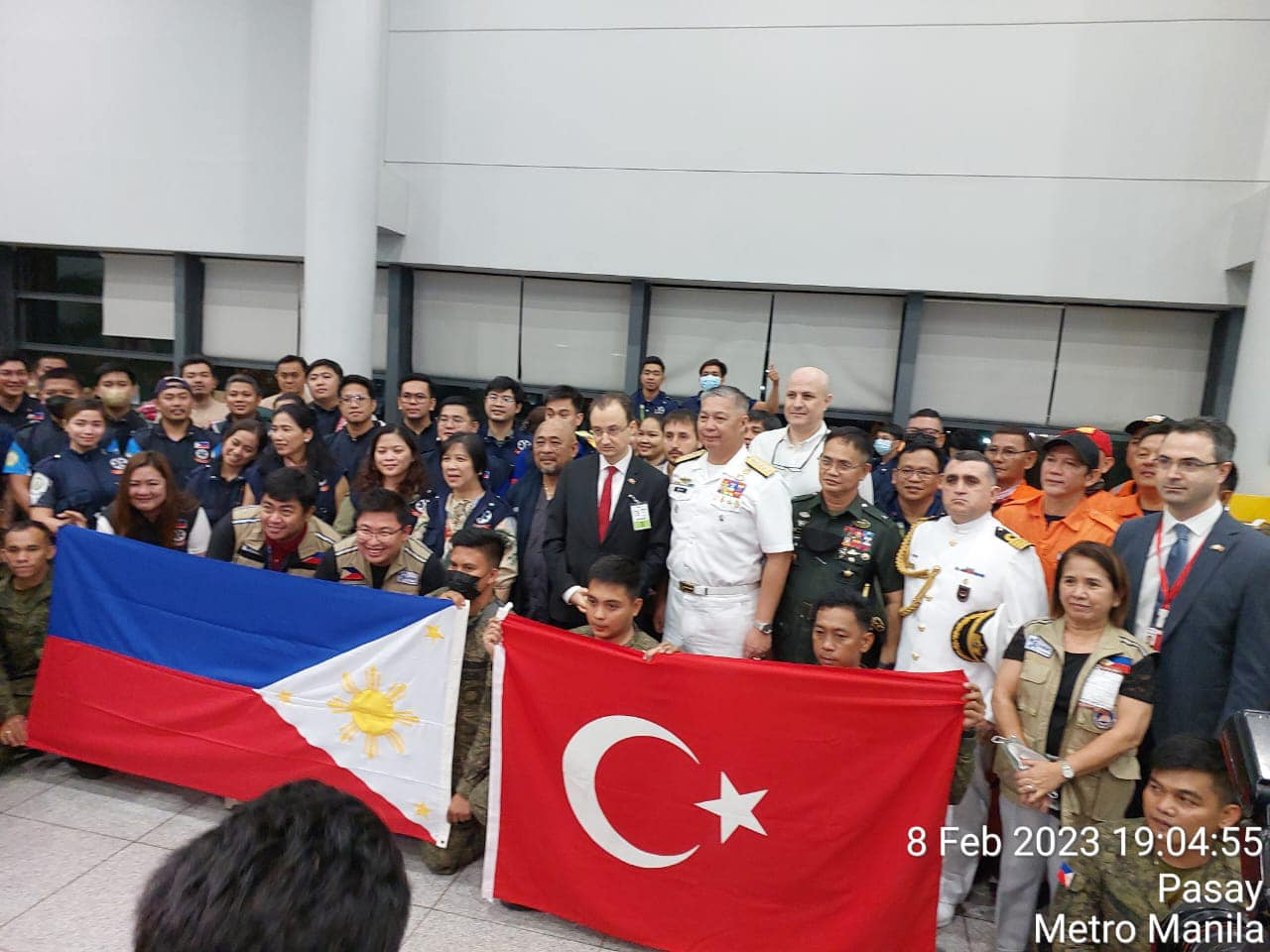
O Contingente Humanitário Filipino com destino à Turquia

O presidente Bongbong Marcos prometeu enviar uma equipe médica e de resgate à Turquia. Um contingente composto principalmente por pessoal das Forças Armadas das Filipinas e alguns do Escritório de Defesa Civil, Autoridade de Desenvolvimento Metropolitano de Manila, Autoridade Metropolitana de Subic Bay e 30 técnicos médicos de emergência do Departamento de Saúde chegaram à Turquia em 9 de fevereiro. A Cruz Vermelha filipina doou US$ 100 mil a Turquia e Síria para operações de socorro e resgate.

### Finlândia
O ministro da Cooperação para o Desenvolvimento e Comércio Exterior, Ville Skinnari, disse que a Finlândia fornecerá 1 milhão de euros para ajuda humanitária básica na Síria e na Turquia. Uma equipe dinamarquesa-finlandesa-sueca de assistência técnica e suporte de 12 pessoas com satélite e equipamentos eletrônicos para coordenar os esforços de emergência foi enviada para a Turquia.

|                 | Emmanuel Macron | Logo do Twitter, um pássaro azul estilizado |
| @EmmanuelMacron |                 |                                             |

            em francês:  Imagens terríveis chegam até nós da Turquia e da Síria após um terremoto de força sem precedentes. A França está pronta para fornecer ajuda de emergência às populações no local. Nossos pensamentos estão com as famílias em luto.

6 de Fevereiro de 2023

### França
O ministro do Interior, Gérald Darmanin, afirmou que a França enviará 139 equipes de resgate de segurança civil para a Turquia. A França prometeu € 12 milhões em ajuda aos sírios, distribuídos por meio das Nações Unidas e organizações não governamentais.

### Geórgia
O primeiro-ministro Irakli Garibashvili ordenou apoio de emergência à Turquia. Foram enviados 60 bombeiros com equipamentos e máquinas de resgate relevantes. Uma equipe adicional de 40 pessoas foi destacada em 8 de fevereiro. O governo georgiano alocou 1 milhão de lari georgianos (€ 350.000) para fornecer ajuda humanitária às pessoas afetadas pelo terremoto.

### Grécia
A Grécia foi o primeiro país a responder, mostrando forte solidariedade à Turquia com a ajuda humanitária sendo escoltada para as áreas afetadas pessoalmente por altos funcionários do governo, incluindo o Ministro da Proteção Civil da Grécia. Ajuda adicional foi anunciada e organizada também a Síria.
Imediatamente após o terremoto, o governo grego enviou um esquadrão de resgate à Turquia, bem como "equipamento adicional, suprimentos médicos, cobertores, tendas", com a aprovação do governo turco. Especificamente, uma equipe de 21 bombeiros, 2 cães de resgate e um veículo especial de resgate foram enviados para a Turquia de Elefsina em um Lockheed C-130 Hercules. Na equipe estava um oficial-engenheiro do corpo de bombeiros, 5 médicos e socorristas do Centro Nacional de Atendimento de Emergência.
O primeiro-ministro grego, Kyriakos Mitsotakis, telefonou ao presidente turco, prometendo mais assistência às vítimas do terremoto. Já o ministro das Relações Exteriores, Nikos Dendias, e o ministro da Defesa, Panos Panagiotopoulos, conversaram com seus colegas turcos, Mevlüt Çavuşoğlu e Hulusi Akar, para expressar suas condolências e disposição para fornecer ajuda. A resposta rápida da Grécia à crise humanitária na Turquia contribuiu para que as hashtags "Teşekkürler Yunanistan" e "Teşekkürler komşu", traduzidas como "Obrigado, Grécia" e "Obrigado, vizinho", respectivamente, se tornassem populares no Twitter.
O jornal alemão Süddeutsche Zeitung observou que a ajuda grega vem apesar das graves tensões diplomáticas nos últimos meses e das repetidas ameaças de Erdoğan de invadir militarmente as ilhas gregas. Segundo a Deutsche Welle, estas tratativas marcaram o renascimento da diplomacia entre os dois países, mais uma vez.
Em 8 de fevereiro, mais equipes de resgate partiram da Grécia para a Turquia, incluindo 15 bombeiros e 3 salva-vidas. Foram iniciadas campanhas em todo o país para arrecadar suprimentos de emergência, como cobertores, roupas, leite em pó, fraldas, guardanapos, detergentes para a roupa, soros, gazes, emplastros para as mãos, itens de higiene pessoal, máscaras, luvas, anti-sépticos e equipamentos médicos, e os itens sendo reunidos em Atenas e Thessaloniki por organizações e agências humanitárias, bem como nas cidades menores pelos municípios e federações de futebol. Além disso, o primeiro-ministro grego encomendou 5 aviões cheios de equipamentos médicos e de saúde e necessidades básicas, como 7.500 cobertores, 1.500 camas e 500 tendas que podem acomodar famílias e serem usadas como clínicas móveis, enviadas à Turquia.
Relatórios e filmagens foram divulgados naquele dia, mostrando equipes de resgate gregas retirando pessoas dos escombros em Hatay, incluindo pelo menos quatro crianças.
Em 9 de Fevereiro, e à chegada à reunião do Conselho Europeu, o primeiro-ministro grego Mitsotakis propôs a realização em Bruxelas de uma conferência de doadores para a Turquia, de forma a encontrar recursos financeiros adicionais para ajudar a reconstruir as áreas afetadas e anunciou que o seu país irá também estar na vanguarda [desses esforços] para organizá-lo.
Já no dia 10 de fevereiro, "milhares" de gregos responderam a pedidos de ajuda para a Turquia atingida pelo terremoto, com os escritórios da Cruz Vermelha Helênica em Atenas, repletos de sacos de dormir, cobertores, latas de leite e caixas de remédios. Um comboio transportando 40 toneladas de ajuda partiu para a Turquia no início daquele dia.

### Hungria
Uma equipe de busca e resgate de cinquenta pessoas, incluindo seis médicos, foi enviada para a Turquia, anunciou o ministro das Relações Exteriores, Péter Szijjártó. O número despachado foi posteriormente expandido para 156, com 28 cães de resgate.

### Islândia
A Ministra das Relações Exteriores Þórdís Kolbrún R. Gylfadóttir compartilhou suas condolências no Twitter. Uma equipe de nove membros especialistas em trabalho de resgate e coordenação de operações internacionais foi enviada da Islândia a Turquia. A Cruz Vermelha Islandesa também enviará coletas de emergência no país.

### Índia

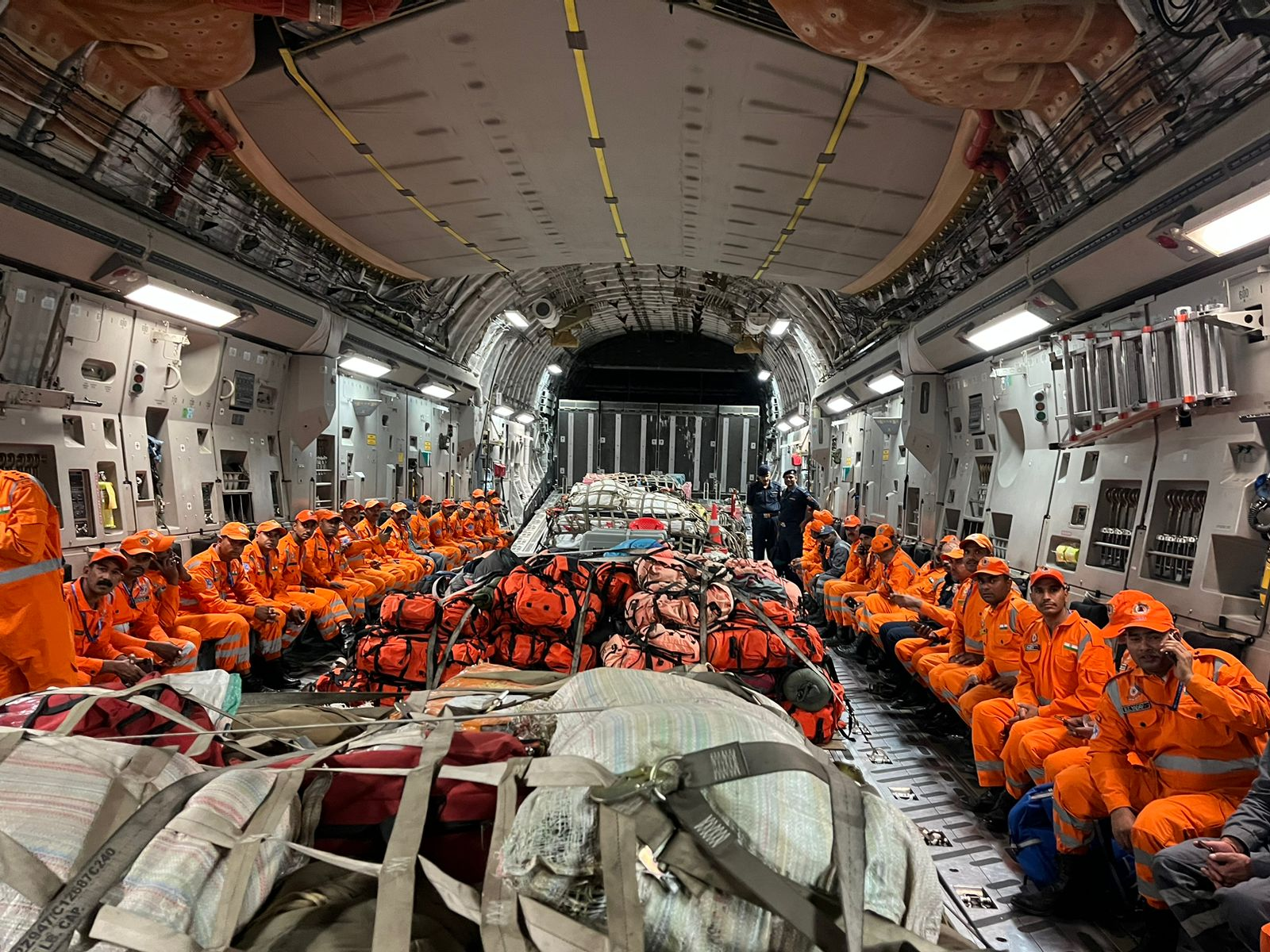
A Força Aérea Indiana transporta o Conselho Nacional de Gestão e Redução do Risco de Desastres.

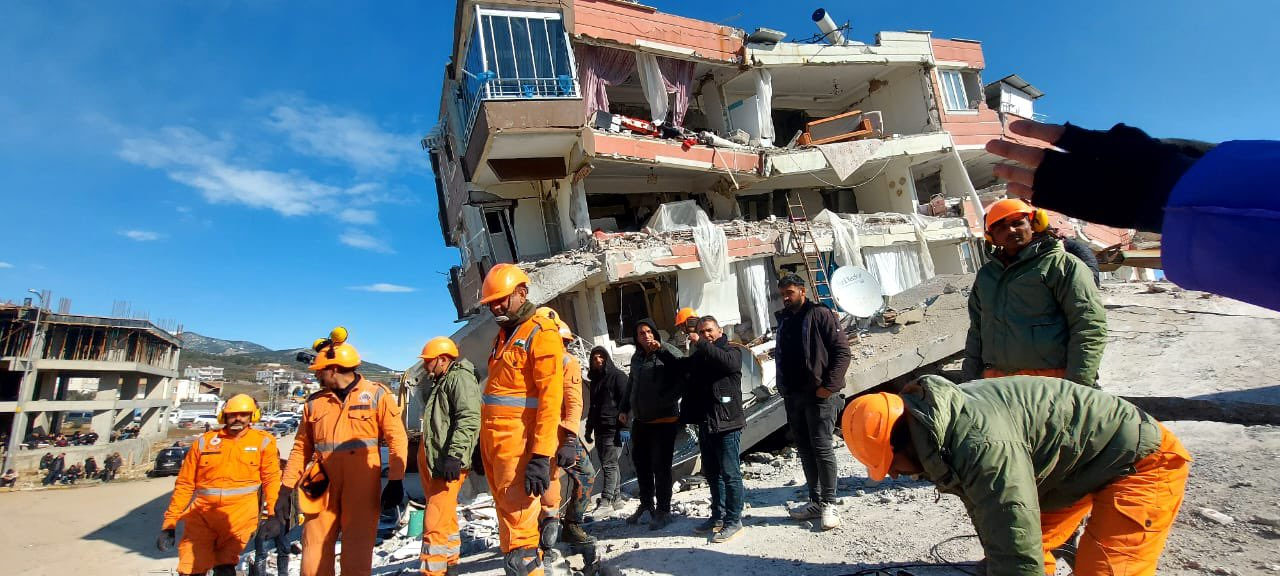
Equipe da Força Nacional de Resposta a Desastres inicia operação de resgate em Gaziantep.

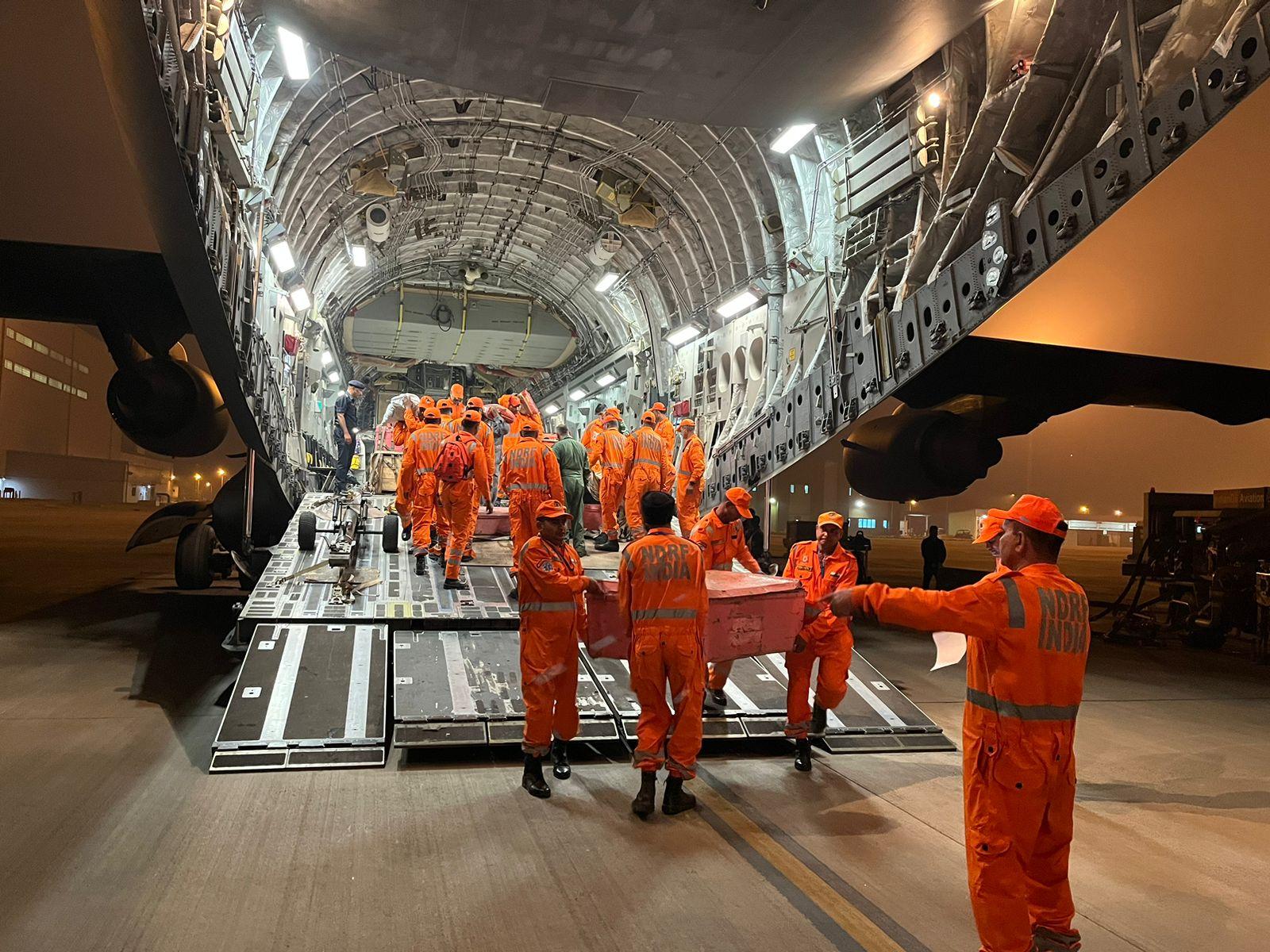
O transporte aéreo da IAF consistiu em voluntários e equipamentos da NDRF para operações de resgate

A Índia iniciou a Operação Dost para ajudar o leste da Turquia e o noroeste da Síria atingidos pelo desastre. O termo Dost refere-se a amigo em hindi e também em turco.
A Índia enviou a equipe da Força Nacional de Resposta a Desastres (NDRF) a Turquia junto a equipe médica do Exército Indiano, composta por 99 membros do 60 para hospitais de campo, com sede em Agra. A equipe médica inclui equipes especializadas em cuidados intensivos, incluindo uma equipe cirúrgica ortopédica e uma equipe especializada em cirurgia geral. O primeiro avião da Força Aérea Indiana transportando material de socorro e uma equipe de resgate chegou a Adana constituindo, no total por 50 pessoas e um esquadrão de cães especialmente treinado junto com o equipamento necessário, incluindo suprimentos médicos, máquinas de perfuração e outros equipamentos de ajuda.
Mais tarde, foi enviado mais duas aeronaves C-17 com Assistência Humanitária e Alívio de Desastres (HADR) a Turquia.
No dia 9 de fevereiro, a Índia enviou um total de seis aeronaves IAF C-17 Globemaster III transportando equipes de resgate, esquadrões de cães, remédios e equipamentos. Também enviou drones 'Droni' para vítimas de vigilância presas sob material desmoronado e drones 'Kisan' para transportar remédios e alimentos.
O primeiro-ministro indiano, Narendra Modi, disse que seu país está "pronto para oferecer toda a assistência possível para lidar com esta tragédia". Duas equipes da Força Nacional de Resposta a Desastres (NDRF) estavam sendo preparadas para operações de busca e salvamento. O Exército Indiano mobilizou uma equipe médica de 89 membros para o terremoto que atingiu a Turquia. Eles estão equipados com máquinas de raios-X, ventiladores, uma usina de geração de oxigênio, monitores cardíacos e outros equipamentos para estabelecer uma instalação médica com 30 leitos. Até 8 de fevereiro, a Índia já havia despachado quase 150 equipes de resgate e cães farejadores para a Turquia e a Síria, bem como 130 toneladas e 6 toneladas de suprimentos para a Turquia e a Síria, respectivamente.

### Indonésia
O governo da Indonésia enviou ajuda humanitária para a Turquia da Base Ops Halim Perdana Kusuma Airport em 11 de fevereiro de 2023. Duas aeronaves Boeing 737 transportaram pessoas em conjunto da Agência Nacional de Gerenciamento de Desastres (BNPB), Agência Nacional de Busca e Resgate (Basarnas ), Ministério das Relações Exteriores e Ministério da Defesa, e um Hercules C-130 transportava mercadorias de socorro, incluindo logística SAR Urbana Média (MUSAR) e uma Equipe Médica de Emergência (EMT). O governador de Celebes Centrais, Rusdy Mastura, pediu aos governos locais da província que também enviassem ajuda à Turquia, pois Turquia esteve entre os primeiros países a ajudar a província durante o Sismo e tsunâmi de Celebes em 2018.

### Irã
O Irã entregou 45 toneladas de remédios, alimentos, barracas e cobertores para a Síria em 7 de fevereiro. Bassem Masour, chefe da Autoridade de Aviação Civil da Síria, disse que mais aviões carregados de ajuda humanitária estão chegando. O presidente Ebrahim Raisi expressou a prontidão do Irã em fornecer "ajuda imediata". O porta-voz do Ministério das Relações Exteriores, Nasser Kanaani, disse que o Irã está pronto para enviar equipes de saúde e ajuda à Turquia e à Síria. Ele descreveu a ajuda como uma "responsabilidade moral, humana e islâmica".

### Iraque
Duas aeronaves do Iraque chegaram ao Aeroporto Internacional de Damasco, na Síria, para entregar 70 toneladas de alimentos, suprimentos médicos, cobertores e outros suprimentos de ajuda.
O Crescente Vermelho Iraquiano apresentou que o primeiro lote de ajuda humanitária à Síria a bordo de aviões da Força Aérea Iraquiana, acompanhados por uma equipe de socorro do IRCS e uma equipe do Ministério de Relações Exteriores do Iraque, incluiria 60 toneladas de alimentos, ajuda e suprimentos médicos, também abrigos, primeiros socorros e outros itens. Uma equipe de voluntários do Crescente Vermelho Iraquiano, composta por 150 paramédicos, desembarcou na Turquia para prestar socorro.

#### Região do Curdistão
Três equipes de ajuda de emergência foram enviadas à Turquia sob o comando do primeiro-ministro da região do Curdistão, Masrour Barzani, depois que fortes terremotos atingiram a Turquia e a Síria. As equipes nomeadas envolvem membros dos Ministérios do Interior e da Saúde, bem como da Barzani Charity Foundation. O Dr. Saman Barzanji, Ministro da Saúde do Governo Regional do Curdistão, disse ao site oficial do Governo da Região do Curdistão: “O Primeiro Ministro da Região do Curdistão pediu o envio de ajuda humanitária e de emergência para ajudar as vítimas do terremoto. Sob seu comando, equipes de socorro compostas por médicos, especialistas, enfermeiras e ambulâncias, bem como medicamentos, foram formadas e enviadas para a zona do terremoto na Turquia em poucas horas.”

### Irlanda
O Tánaiste, Micheál Martin afirmou que a Irlanda forneceria € 2 milhões em fundos de emergência para a Turquia e a Síria.

### Itália
O ministro das Relações Exteriores e vice-primeiro-ministro Antonio Tajani afirmou: "Acabei de me encontrar com o ministro das Relações Exteriores da Turquia, Mevlüt Çavuşoğlu, para expressar a proximidade da Itália e ter nossa proteção civil pronta."

### Japão
O Ministério das Relações Exteriores disse que enviaria 75 equipes de resgate da Equipe de Resgate de Desastres do Japão (JDR) para a Turquia, a fim de realizar operações de busca e resgate. Ajuda humanitária foi enviada à Síria por meio da Agência de Cooperação Internacional do Japão a pedido do governo sírio. A Mizuma Railway em Osaka recolheu doações para as vítimas do terremoto, com as bandeiras da Turquia e da Síria sendo hasteadas. Eles também pedem apoio, com mensagens de apoio "Faça o seu melhor" escritas em turco e árabe.

### Jordânia
A Jordânia anunciou que enviaria 99 equipes de resgate, 5 médicos, equipamentos de busca e resgate, tendas e suprimentos médicos para a Turquia e a Síria.

### Kuwait
O emir do Kuwait, Nawaf Al-Ahmad Al-Jaber Al-Sabah ordenou o estabelecimento de uma ponte aérea para a Turquia para enviar "ajuda urgente e equipe médica".

### Letônia
O ministro das Relações Exteriores, Edgars Rinkevics, estendeu “profundas condolências” às famílias enlutadas e desejou uma rápida recuperação a todos os feridos.

### Líbano
A Direção Geral Libanesa de Defesa Civil despachou 20 membros para prestar assistência na Turquia. O Exército libanês enviou 20 integrantes do Regimento de Engenharia à Turquia para participar das operações de busca e salvamento.

### Líbia
O primeiro-ministro Abdul Hamid Dbeibeh expressou suas profundas condolências às vítimas da tragédia na Turquia e na Síria. Ele anunciou que a assistência que seu país fornecerá inclui equipes de emergência e outros especialistas. A Líbia enviou uma equipe de 55 membros para a Turquia, incluindo socorristas, equipe médica e quatro cães.

### Liechtenstein
O Ministério das Relações Exteriores expressou condolências por meio de um comunicado à imprensa e prometeu uma ajuda de solidariedade de CHF 200.000.

### Lituânia
O presidente Gitanas Nausėda disse que a Lituânia está pronta para enviar ajuda.

### Luxemburgo
Luxemburgo prometeu quase € 1 milhão como ajuda de emergência para a Turquia e a Síria. O país também enviou um sistema de comunicações por satélite chamado “emergency.lu” com um especialista da CGDIS para apoiar os esforços de busca e salvamento em Hatay, na Turquia.

### Macedônia do Norte
Uma equipe de 40 socorristas e 22 membros das forças especiais foi enviada pela Macedônia do Norte, incluindo cerca de € 100.000 em ajuda financeira, 10.000 cobertores e 200 macas sanitárias. Outros 36 membros das forças especiais foram enviados.

### Malásia
O primeiro-ministro, Anwar Ibrahim aprovou o envio de 75 membros da equipe de busca e resgate SMART (Equipe Especial de Assistência e Resgate em Desastres da Malásia) para auxiliar nos esforços de socorro.

### Malta
Malta enviou uma equipe de 32 pessoas e um cão de resgate para a Turquia.

### Mauritânia
O presidente Mohamed Ould Ghazouani emitiu uma ordem para o governo da Mauritânia tomar as medidas necessárias para fornecer apoio à Síria e à Turquia.

### México
O presidente Andrés Manuel López Obrador disse que o México enviaria equipes de resgate aos dois países, e uma equipe de resgate formada por militares mexicanos e membros da Cruz Vermelha partiu para a Turquia em 7 de fevereiro. A equipe incluiu 150 pessoas e 16 cães.

### Moldávia
A Moldávia anunciou que está pronta para enviar uma missão composta por 55 equipes de resgate, 2 cães de resgate e 12 veículos de intervenção totalmente autônomos.

### Mongólia
O presidente da Mongólia, Ukhnaagiin Khürelsükh enviou uma mensagem de condolências ao Presidente da República da Turquia, Recep Tayyip Erdogan. A Mongólia enviou uma equipe de busca e resgate de 35 pessoas e ajuda humanitária à Turquia. O avião também transporta dois cães de busca chamados Marta e Balu, bem como 1.500 cobertores de lã, dez toneladas de carne, duas toneladas de velas e outras ajudas para a Turquia e a Síria. As equipes de resgate da Mongólia retiraram duas crianças e um adulto dos escombros no primeiro dia de trabalho, prestaram os primeiros socorros e os transferiram para um centro médico universitário. As equipes de resgate salvaram uma criança de 2 anos às 20h10 (horário de Ancara), uma mulher às 21h20 e um adolescente de 15 anos às 22h33.

### Montenegro
O presidente Milo Đukanović expressou condolências em nome do país e ofereceu toda a ajuda necessária. Montenegro ofereceu equipes de resgate à Turquia.

### Nepal
O governo do Nepal anunciou que enviará equipes médicas e materiais de socorro necessários para a Turquia.

### Nova Zelândia
A ministra das Relações Exteriores, Nanaia Mahuta, anunciou um pacote humanitário no valor de NZ$ 1,5 milhão para ajudar nos esforços de recuperação humanitária na Turquia e na Síria. O primeiro-ministro Chris Hipkins também expressou condolências pelas vítimas, afirmando que "sabemos um pouco sobre terremotos na Nova Zelândia, então nossos corações estão com eles". Posteriormente, outros NZ$ 3 milhões foram destinados, dos quais 2 milhões serão destinados ao Programa Mundial de Alimentos na Turquia, enquanto 1 milhão irá para o UNICEF na Síria. A Nova Zelândia também fornecerá dois especialistas em gerenciamento de informações para ajudar a coordenar os esforços internacionais de busca e resgate na Turquia.

|                 | Jonas Gahr Støre | Logo do Twitter, um pássaro azul estilizado |
| @jonasgahrstore |                  |                                             |

            em inglês:  Notícias terríveis da perda de tantas vidas no terremoto na Turquia e na Síria. Estamos em contato com as autoridades para ver como podemos ajudar melhor no terreno. Minhas mais profundas condolências às famílias em luto e a todos os afetados.

6 de Fevereiro de 2023

### Noruega
O primeiro-ministro, Jonas Gahr Støre disse que a Noruega forneceria NOK150 milhões (€ 13,5 milhões) para ajuda humanitária básica na Síria e na Turquia. Quatro especialistas em coordenação de crise serão enviados à região afetada.
O Conselho Norueguês para Refugiados, uma agência humanitária e não governamental, disse que forneceria apoio direto aos mais afetados em toda a Síria. Apelaram à comunidade internacional para a mobilização imediata de recursos financeiros para apoiar os esforços de socorro coletivo na Síria e no sul da Turquia.

### Omã
Omã operou uma ponte aérea para transportar ajuda humanitária e suprimentos médicos para a Turquia e a Síria. Uma equipe de busca e resgate foi enviada para a Turquia.

### Países Baixos
O ministro das Relações Exteriores, Wopke Hoekstra, anunciou que os Países Baixos enviariam uma equipe de busca e resgate à Turquia.

### Paquistão
O Paquistão enviou ajuda humanitária à Turquia e à Síria, ao mesmo tempo em que despachou equipes de resgate e médicos para a Turquia. A equipe oficial de resgaste 1122 com 51 membros do Paquistão foi enviada para a Turquia o mais cedo possível. Mais tarde, duas equipes do Exército do Paquistão também se juntaram à operação de socorro e resgate na Turquia e na Síria, elevando o número total de socorristas para mais de 200.
O primeiro-ministro paquistanês, Shehbaz Sharif e o gabinete federal do Paquistão decidiram doar seu salário de um mês para o fundo de ajuda. Os contingentes de ajuda voaram para Adana por meio de uma aeronave especial da Força Aérea do Paquistão na noite de 6 a 7 de fevereiro de 2023, para realizar esforços de socorro para o povo turco enquanto trabalhavam em estreita coordenação com o governo turco e sua embaixada em Islamabad. Seguindo as instruções do primeiro-ministro, a Autoridade Nacional de Gestão de Desastres (NDMA) estaria mobilizando todos os recursos disponíveis, incluindo tendas de inverno, cobertores e outros suprimentos essenciais para salvar vidas. Equipes urbanas de busca e resgate treinadas para operar em áreas atingidas por desastres estão sendo enviadas com seus equipamentos e medicamentos.

### Palestina
O embaixador palestino na Síria anunciou a morte de 8 refugiados palestinos, incluindo três crianças. O presidente Mahmoud Abbas instruiu a embaixada do país em Damasco a fornecer tudo o que fosse necessário para apoiar as famílias das vítimas. A Autoridade Palestina enviou duas missões humanitárias à Síria e à Turquia, incluindo defesa civil e equipes médicas.

### Paraguai
Em 6 de fevereiro, o Ministério das Relações Exteriores do Paraguai divulgou uma mensagem dizendo que "o Paraguai deseja transmitir suas sinceras condolências às famílias das vítimas e ao governo e ao povo da Turquia, além de desejar a recuperação dos feridos e afetados , e o pronto resgate das pessoas que ainda estão desaparecidas como resultado do terremoto." Além disso, o Itamaraty também disse estar disposto a fornecer "a ajuda humanitária que estiver ao seu alcance para lidar com esta tragédia".

### Polônia
Um grupo especial do Corpo de Bombeiros do Estado Polonês - Equipe de Busca e Resgate Urbano Pesado (USAR), composto por 76 bombeiros, 5 médicos, 8 cães de resgate e 20 toneladas de equipamentos dedicados partiu para a Turquia em 6 de fevereiro. Um segundo grupo, uma equipe de resgate de mineiros de 50 membros, chegou a Besni, Adıyaman, em 8 de fevereiro. Um terceiro grupo composto por 52 médicos militares também partirá em 8 de fevereiro para montar um hospital de campanha na Turquia.

### Portugal
No dia 8 de fevereiro, uma equipe de resgate composta por 53 membros e 6 cães da Guarda Nacional Republicana, Proteção Civil, Sapador Bombeiro e médicos do Instituto Nacional de Emergência Médica partiram para a Turquia.

### Quirguistão
O presidente Sadyr Japarov enviou suas profundas condolências e apoio à Turquia. Em 6 de fevereiro, 67 equipes de resgate do Quirguistão com 2 cães especialmente treinados, comida e equipamentos de resgate chegaram à Turquia e iniciaram o trabalho de resgate em Kahramanmaraş. Além disso, também enviaram uma equipe adicional de 100 fortes socorristas com mais 2 cães especialmente treinados, 120 yurts, 20 tendas quentes, um hospital de campanha móvel e uma equipe de médicos a Turquia.

|             | Rishi Sunak | Logo do Twitter, um pássaro azul estilizado |
| @RishiSunak |             |                                             |

            em inglês:  Meus pensamentos estão com o povo da Turquia e da Síria esta manhã, particularmente com os socorristas que trabalham tão bravamente para salvar aqueles presos nos escombros pelo terremoto.

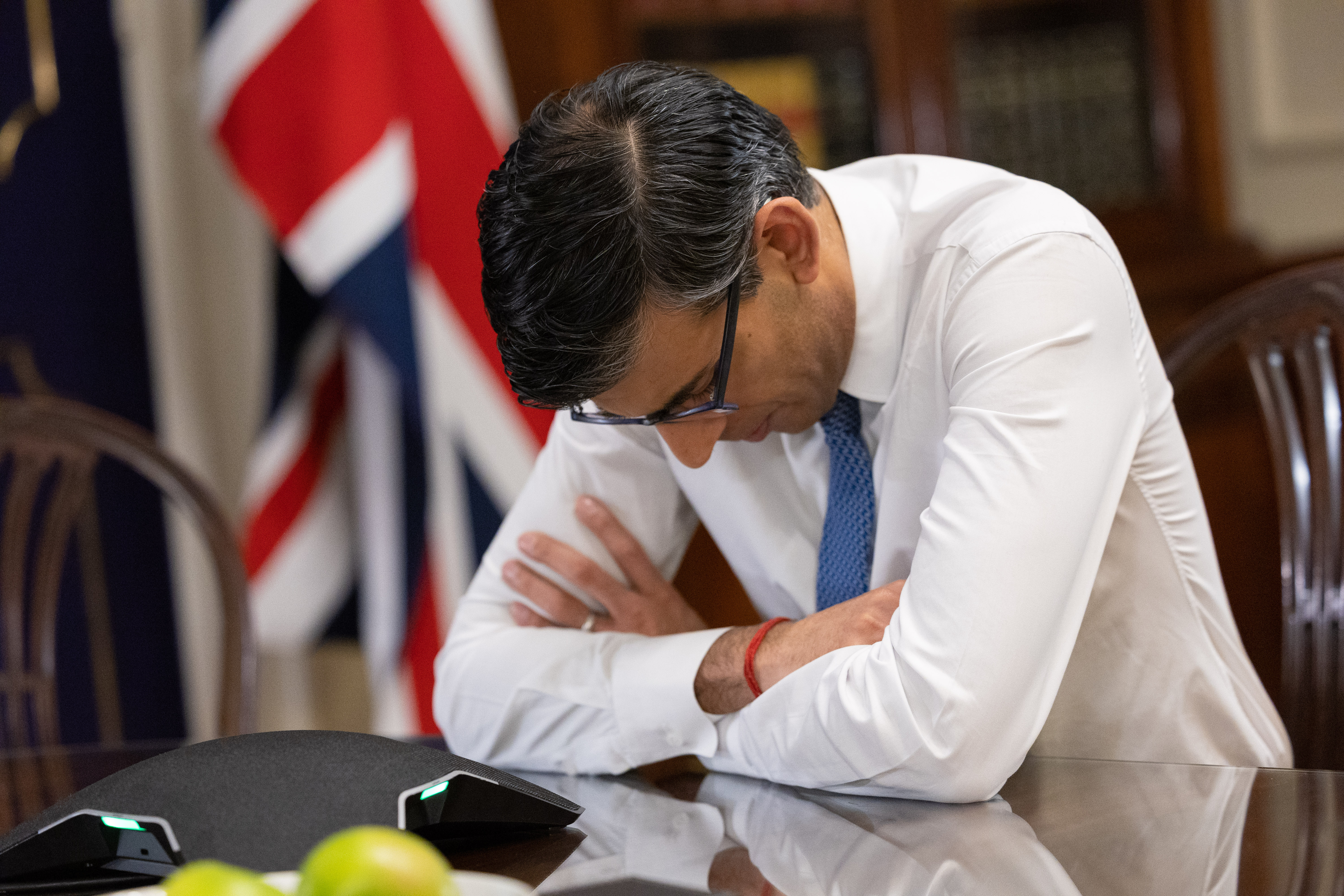
Primeiro-ministro britânico, Rishi Sunak transmitindo suas condolências ao presidente Erdoğan por telefone

O Reino Unido está pronto para ajudar da maneira que pudermos.

6 de Fevereiro de 2023

### Reino Unido
O secretário de Relações Exteriores britânico, James Cleverly, disse que equipes e equipamentos de resgate estavam sendo enviados a Gaziantep. A equipe de resgate tem 77 membros e possui seus próprios cães de busca. O Reino Unido deu £ 3,8 milhões para a organização Capacetes Brancos que opera na Síria e prometeu outros £ 3 milhões.
A Premier League doou £1 milhão ao Disasters Emergency Committee.

### República Tcheca
O primeiro-ministro Petr Fiala disse, no dia 6 de fevereiro de 2023 que a República Tcheca "ajudará a Turquia por meio dos 68 membros da equipe de busca e salvamento urbano que partirão hoje às14h".

### Romênia
Três aeronaves da Força Aérea da Romênia que tinha a bordo equipas especializadas em intervenções de busca e salvamento da Inspeção Geral para Situações de Emergência da Roménia (IGSU) e equipas médicas SMURD, compostas por 60 membros, 4 cães de salvamento e equipamento especializado relacionado, partiram para a Turquia em 6 de fevereiro após o desastre. No dia 8 de fevereiro, as autoridades romenas enviaram uma segunda equipe RO-USAR à Turquia para ajudar na busca e resgate de sobreviventes dos terremotos. As equipes de busca e salvamento aumentaram para quase 120 pessoas e são formadas por especialistas em gerenciamento de emergências, profissionais de saúde e atendentes de sete cães utilitários que participam de missões em áreas de desastre.

### Rússia
2 aeronaves do Ministério de Situações de Emergência com 140 socorristas, 7 SAR caninos e um hospital aeromóvel foram enviados a Turquia. Outra aeronave EMERCOM foi enviada para a Síria com 50 equipes de resgate e 3 tripulações caninas. O ministro da Defesa, Sergei Shoigu, ordenou que as forças russas na Síria ajudassem no esforço de resgate.

### Sérvia
A Sérvia despachou duas equipes especiais (28 pessoas) e oficiais de ligação para ajudar a Turquia, juntamente com equipamentos para arrombamento e corte, levantamento, resgate, trabalho em altura e busca eletrônica.

### Singapura

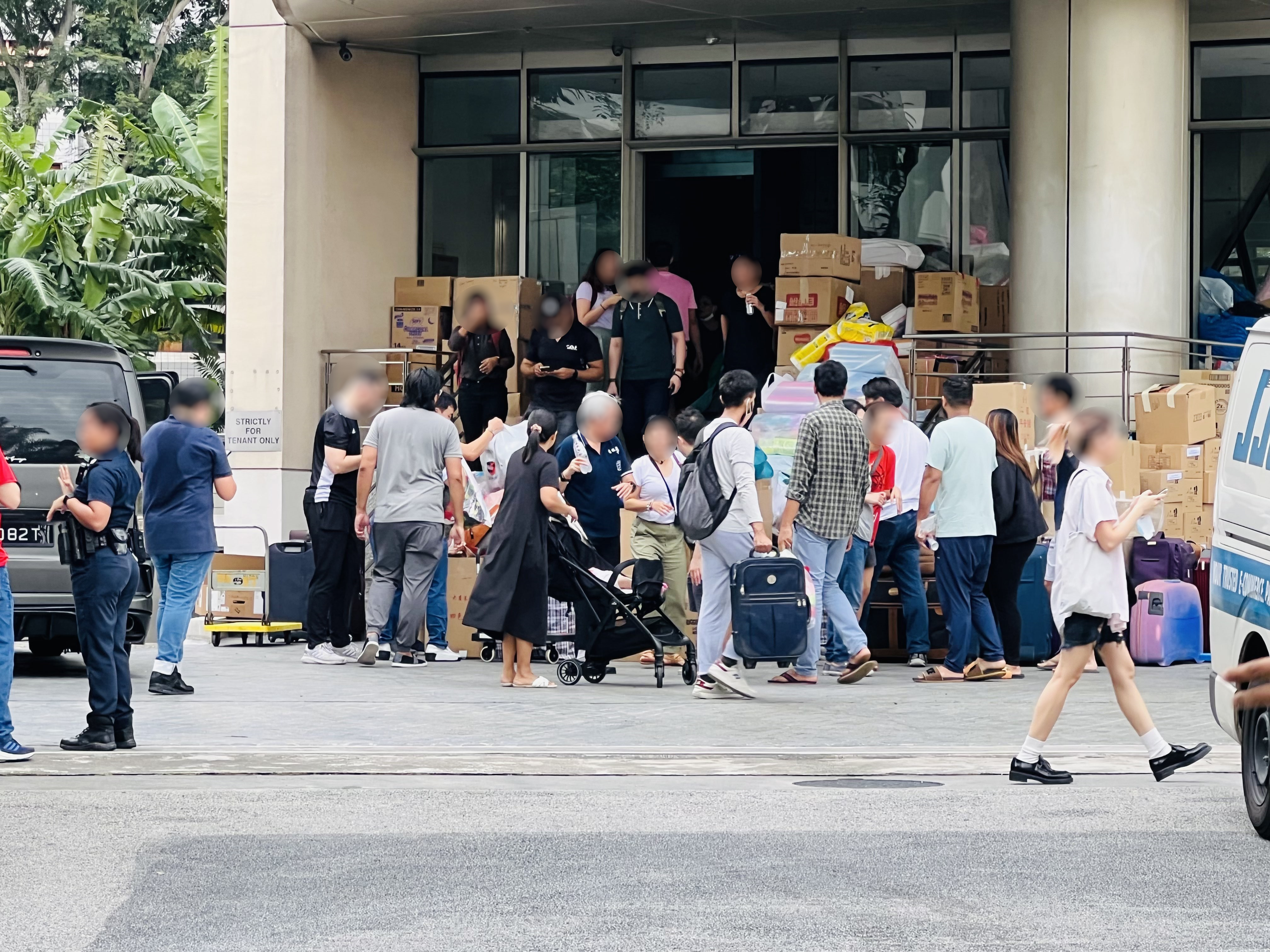
Coletas de doações de singapurianos para as vítimas do terremoto com destino à Turquia

Singapura despachou sua Equipe especializada de Assistência e Resgate em Desastres (DART) da Força de Defesa Civil de Singapura (SCDF) em 7 de fevereiro de 2023, com uma equipe inicial de 20 pessoas, de um contingente conhecido como Operação Lionheart. Nesse mesmo dia, o Embaixador da Turquia em Singapura, Mehmet Burçin Gönenli, também visitou a sede do SCDF para agradecer o contingente da Operação Lionheart. Além disso, a Cruz Vermelha da Singapura (SRC) também anunciou que também se envolveria em operações imediatas de socorro e recuperação, prometeu US$ 100.000 em ajuda humanitária, além de ativar seu serviço Restaurando Laços Familiares (RFL) para ajudar os residentes de Singapura, especificamente os da Comunidade turca, para procurar possíveis familiares afetados.
Em 8 de fevereiro de 2023, outros 48 membros do pessoal do SCDF também partiram para a cidade de Adana para fornecer assistência humanitária. O SCDF acrescentou que, a partir de Adana, a equipe será enviada às áreas afetadas para iniciar as operações de busca e resgate. Isso totalizava até 68 funcionários do SCDF em 9 de fevereiro de 2023. No mesmo dia, um menino foi resgatado por uma equipe SCDF de um prédio desabado em Dulkadiroğlu. Durante esse período, milhares de singapurianos também atenderam ao pedido de doações da Embaixada da Turquia em Singapura. A quantidade de doações foi tão grande que a embaixada teve que parar de aceitá-las em suas instalações porque seu escritório ficou sem espaço. Posteriormente, foi anunciado um segundo ponto de coleta de doações, implantado até 10 de fevereiro de 2023.

### Sri Lanka
O ministro das Relações Exteriores do Sri Lanka, Ali Sabry, contatou o Ministério das Relações Exteriores da Turquia e ofereceu assistência.

### Suécia
O ministro das Relações Exteriores, Tobias Billström, disse: "Como presidente da suécia na UE, entraremos em contato com Mevlüt Çavuşoğlu e a Síria para coordenar os esforços da UE para ajudar esses países neste desastre." O governo forneceu SEK 37 milhões (€ 3.299.598) para ajuda humanitária na Síria e na Turquia. Uma equipe dinamarquesa-finlandesa-sueca de assistência técnica e suporte de 12 pessoas com satélite e equipamentos eletrônicos para coordenar os esforços de emergência foi enviada para a Turquia.

### Suíça
O Departamento Federal de Relações Exteriores anunciou que 80 especialistas e oito cães de resgate seriam enviados à Turquia em 6 de fevereiro. Além disso, a ajuda direcionada para a Síria deveria ser considerada.

### Sudão
A Força Policial do Ministério do Interior do Sudão enviou uma equipe de busca e resgate de 40 membros para a Turquia. A equipe levou 1.000 cobertores, 250 barracas e materiais alimentícios, bem como um grande número de equipamentos de busca e salvamento.

### Tailândia
O rei Maha Vajiralongkorn expressou suas profundas condolências às vítimas da tragédia na Turquia e na Síria. O Primeiro Ministro da Tailândia apresentou uma ajuda humanitária inicial de 5.000.000 baht (aproximadamente 150.000 USD) do Governo Real Tailandês ao Governo da Turquia, recebida pelo Embaixador Turco na Tailândia. O Departamento de Prevenção e Mitigação de Desastres anunciou que uma equipe de busca e resgate urbano de 42 pessoas e dois cães de resgate foram enviados para a Turquia.

### Tunísia
A Tunísia prometeu 14 toneladas de cobertores e alimentos para a Turquia.

### Turcomenistão
O Turcomenistão enviou um avião de ajuda humanitária, juntamente com uma equipe de resgate para a Turquia.

### Ucrânia
A Ucrânia enviou uma equipe de busca e resgate de 87 pessoas para a Turquia.

### Uzbequistão
O presidente Shavkat Mirziyoyev ordenou o envio de uma equipe de busca e resgate e ajuda humanitária à Turquia. Ele expressou suas condolências aos familiares e parentes do falecido e desejou uma rápida recuperação às vítimas. O Ministério de Situações de Emergência anunciou que uma equipe de busca e resgate e ajuda humanitária seria enviada à Turquia por decreto do presidente Mirziyoyev.

### Venezuela
Venezuela enviou ajuda a áreas controladas pelo governo da Síria. Essa ajuda incluía remédios, água e comida.

### Vietnã
Em 9 de fevereiro, 100 socorristas do Exército do Povo do Vietnã, incluindo funcionários do Departamento de Polícia de Prevenção e Resgate de Incêndios (Ministério da Segurança Pública), bem como tropas da Guarda de Fronteiras do Vietnã e do Exército Médico (Ministério da Defesa Nacional) foram enviados a Turquia juntamente com equipamentos, suprimentos médicos e alimentos. É a primeira vez que o Vietnã implanta uma missão de resgate no exterior.

## Ajuda de estados com reconhecimento limitado

### Kosovo
O presidente Vjosa Osmani disse que o Kosovo estava "pronto para fornecer a assistência necessária por meio da Força de Segurança do Kosovo" Um contingente especializado foi enviado à Turquia mais tarde naquele dia. O presidente Osmani, em homenagem às vítimas na Turquia e na Síria, declarou 8 de fevereiro de 2023 como dia nacional de luto.

### Norte do Chipre
O presidente Ersin Tatar expressou sua solidariedade e disse que enviariam equipes de busca e salvamento de 59 pessoas com 8 veículos no total. E sete dias de luto nacional pelas vítimas do terremoto e também enviou uma equipe de resgate a um hotel desabado em Adıyaman, onde um time de vôlei de Famagusta estava hospedado quando o terremoto atingiu.

### Taiwan
Taiwan enviou 130 pessoas e 5 cães de resgate para ajudar nas operações de resgate. O trabalho de resgate começou na província de Adıyaman na manhã de 8 de fevereiro e durou quatro dias até 12 de fevereiro. Um centro cívico financiado por Taiwan em Reyhanlı, fundado em 2020 para refugiados da guerra civil síria, transformou-se em abrigo para vítimas do terremoto.
O governo taiwanês anunciou uma doação de US$ 2 milhões em ajuda humanitária. O presidente Tsai Ing-wen e altos funcionários também anunciaram suas doações de um mês de salário para a Turquia. O Ministério de Saúde e Bem-Estar de Taiwan criou um fundo de socorro ao terremoto, que arrecadou mais de NT$ 271,77 milhões (US$ 9 milhões). O Escritório de Comércio Turco em Taipei juntou-se à Fundação Tzu Chi para começar a receber doações de roupas de inverno novas e outras necessidades em 9 de fevereiro. O escritório turco deixou de aceitar a doação de bens no dia 11 de fevereiro, quatro dias antes do inicialmente previsto, pois ficou impressionado com a generosidade do público.

## Condolências
As condolências à Turquia e à Síria foram expressas pela maioria dos países que forneceram ajuda, bem como pela Bielorrússia, Bolívia, Jordânia, Mônaco, Coreia do Norte, Nicarágua, Romênia, Arábia Saudita e África do Sul.